# Torneig de les Sis Nacions 2008
El Torneig de les Sis Nacions de 2008, coneguda com els de RBS 6 Nations 2008 pel patrocini del torneig de The Royal Bank of Scotland, fou la novena edició d'aquest torneig en el format de Sis Nacions i la 114a incloent tots els formats de la competició. El torneig se celebrarà entre el 4 de febrer i el 19 de març de 2008. Quinze partits es van jugar amb el domini absolut de la selecció de Gal·les, guanyadora del Grand Slam, el segon en les últimes quatre edicions del campionat i el desè en el seu palmarès. En guanyar el Grand Slam, Gal·les també va guanyar la Triple Corona al derrotar a cadascuna de les altres nacions no continentals. Fou dinovena Triple Corona de la seva història. França, novament, es va endur el Trofeu Garibaldi.

## Participants
| Nació      | Estadi             | Ciutat                         | Entrenador       | Capità           |
| ---------- | ------------------ | ------------------------------ | ---------------- | ---------------- |
| Anglaterra | Twickenham         | Londres                        | Brian Ashton     | Phil Vickery     |
| França     | Stade de France    | Saint-Denis (Sena Saint-Denis) | Marc Lièvremont  | Lionel Nallet    |
| Irlanda    | Croke Park         | Dublín                         | Eddie O'Sullivan | Brian O'Driscoll |
| Itàlia     | Stadio Flaminio    | Roma                           | Nick Mallett     | Sergio Parisse   |
| Escòcia    | Murrayfield        | Edimburg                       | Frank Hadden     | Jason White      |
| Gal·les    | Millennium Stadium | Cardiff                        | Warren Gatland   | Ryan Jones       |

## Table
| Posició | Nació      | Partits | Partits  | Partits  | Partits | Punts   | Punts     | Punts      | Punts   | Taula de punts |
| Posició | Nació      | Jugats  | Guanyats | Empatats | Perduts | A favor | En contra | Diferència | Assaigs | Taula de punts |
| ------- | ---------- | ------- | -------- | -------- | ------- | ------- | --------- | ---------- | ------- | -------------- |
| 1       | Gal·les    | 5       | 5        | 0        | 0       | 148     | 66        | +82        | 13      | 10             |
| 2       | Anglaterra | 5       | 3        | 0        | 2       | 108     | 83        | +25        | 8       | 6              |
| 3       | França     | 5       | 3        | 0        | 2       | 103     | 93        | +10        | 11      | 6              |
| 4       | Irlanda    | 5       | 2        | 0        | 3       | 93      | 99        | −6         | 9       | 4              |
| 5       | Escòcia    | 5       | 1        | 0        | 4       | 69      | 123       | −54        | 3       | 2              |
| 6       | Itàlia     | 5       | 1        | 0        | 4       | 74      | 131       | −57        | 6       | 2              |

## Resultats

### Jornada 1
| Irlanda                                                                 | 16 – 11    | Itàlia                                                      | 2 febrer 2008 14:00 GMT - Croke Park, Dublín Assistència: 75,387 espectadors Àrbitre: Jonathan Kaplan (Sud-àfrica) |
| Assaig: Dempsey 18' c Con: O'Gara (1/1) Pen: O'Gara (3/4) 12', 57', 66' | [(Report)] | Assaig: Castrogiovanni 60' m Pen: Bortolussi (2/3) 38', 70' | 2 febrer 2008 14:00 GMT - Croke Park, Dublín Assistència: 75,387 espectadors Àrbitre: Jonathan Kaplan (Sud-àfrica) |

- Encara que l'assaig d'Itàlia va ser anotat a Sergio Parisse durant el partit, posteriorment es va atorgar a Martin Castrogiovanni.[4]

| Anglaterra                                                                                           | 19 – 26    | Gal·les                                                                               | 2 febrer 2008 16:30 GMT - Twickenham, Londres Assistència: 82,000 espectadors Àrbitre: Craig Joubert (Sud-àfrica) |
| Assaig: Flood 23' c Con: Wilkinson (1/1) Pen: Wilkinson (3/4) 1', 11', 45' Drop: Wilkinson (1/1) 17' | [(Report)] | Assaigs: Byrne 67' c Phillips 70' c Con: Hook (2/2) Pen: Hook (4/4) 4', 34', 57', 63' | 2 febrer 2008 16:30 GMT - Twickenham, Londres Assistència: 82,000 espectadors Àrbitre: Craig Joubert (Sud-àfrica) |

- 1a victòria gal·lesa a Twickenham en 20 anys.[5]

| Escòcia                                   | 6 – 27     | França                                                                                                  | 3 febrer 2008 15:00 GMT - Murrayfield, Edimburg Assistència: 67,800 espectadors Àrbitre: Alain Rolland (Irlanda) |
| Pen: Parks (1/2) 30' Drop: Parks (1/2) 4' | [(Report)] | Assaigs: Clerc 12' c, 65' c Malzieu 23' c Con: Élissalde (2/2) Skrela (1/1) Pen: Traille (2/2) 18', 55' | 3 febrer 2008 15:00 GMT - Murrayfield, Edimburg Assistència: 67,800 espectadors Àrbitre: Alain Rolland (Irlanda) |

### Jornada 2
| Gal·les | 30 – 15    | Escòcia                                    | 9 febrer 2008 14:00 GMT - Millennium Stadium, Cardiff Assistència: 74,576 espectadors Àrbitre: Bryce Lawrence (Nova Zelanda) |
| Assaigs: S. Williams 13' c, 68' c Hook 46' c Con: Hook (2/2) S. Jones (1/1) Pen: Hook (1/1) 28' S. Jones (2/2) 63', 71' | [(Report)] | Pen: Paterson (5/5) 10', 32', 42', 50', 55 | 9 febrer 2008 14:00 GMT - Millennium Stadium, Cardiff Assistència: 74,576 espectadors Àrbitre: Bryce Lawrence (Nova Zelanda) |

| França                                                                | 26 – 21    | Irlanda                                                                                            | 9 febrer 2008 16:00 GMT - Stade de France, Saint-Denis (Sena Saint-Denis) Assistència: 76,500 espectadors Àrbitre: Nigel Owens (Gal·les) |
| Assaigs: Clerc 14' c, 18' m, 35' c Heymans 48' c Con: Élissalde (3/4) | [(Report)] | Assaigs: Assaig de càstig 55' c D. Wallace 59' m Con: O'Gara (1/2) Pen: O'Gara (3/3) 17', 28', 74' | 9 febrer 2008 16:00 GMT - Stade de France, Saint-Denis (Sena Saint-Denis) Assistència: 76,500 espectadors Àrbitre: Nigel Owens (Gal·les) |

| Itàlia                                                                             | 19 – 23    | Anglaterra                                                                               | 10 febrer 2008 14:30 GMT - Stadio Flaminio, Roma Assistència: 30,625 espectadors Àrbitre: Alain Rolland (Irlanda) |
| Assaig: Picone 76' c Con: Bortolussi (1/1) Pen: Bortolussi (4/4) 5', 11', 44', 54' | [(Report)] | Assaigs: Sackey 3' c Flood 15' c Con: Wilkinson (2/2) Pen: Wilkinson (3/4) 31', 37', 57' | 10 febrer 2008 14:30 GMT - Stadio Flaminio, Roma Assistència: 30,625 espectadors Àrbitre: Alain Rolland (Irlanda) |

### Jornada 3
| Gal·les | 47 – 8     | Itàlia                                                | 23 febrer 2008 15:00 GMT - Millennium Stadium, Cardiff Assistència: 74.305 espectadors Àrbitre: Dave Pearson (Anglaterra) |
| Assaigs: Byrne 28' c, 68' c Shanklin 42' c S. Williams 57' c, 74' c Con: S. Jones (3/3) Hook (2/2) Pen: S. Jones (4/4) 4', 11', 47', 50' | [(Report)] | Assaig: Castrogiovanni 12' m Pen: Marcato (1/2) 40+2' | 23 febrer 2008 15:00 GMT - Millennium Stadium, Cardiff Assistència: 74.305 espectadors Àrbitre: Dave Pearson (Anglaterra) |

| Irlanda | 34 – 13    | Escòcia                                                                | 23 febrer 2008 17:00 GMT - Croke Park, Dublín Assistència: 74,234 espectadors Àrbitre: Christophe Berdos (França) |
| Assaigs: D. Wallace 22' c Kearney 26' c Horan 41' m Bowe 62' c, 79' m Con: O'Gara (3/5) Pen: O'Gara (1/1) 50' | [(Report)] | Assaig: Webster 53' c Con: Paterson (1/1) Pen: Paterson (2/2) 24', 31' | 23 febrer 2008 17:00 GMT - Croke Park, Dublín Assistència: 74,234 espectadors Àrbitre: Christophe Berdos (França) |

- Irlanda guanya el Centenary Quaich.

| França                                                                          | 13 – 24    | Anglaterra | 23 febrer 2008 20:00 GMT - Stade de France, Saint-Denis (Sena Saint-Denis) Assistència: 79,593 espectadors Àrbitre: Steve Walsh (Nova Zelanda) |
| Assaig: Nallet 24' c Con: Traille (1/1) Pen: Parra (1/1) 49' Yachvili (1/1) 74' | [(Report)] | Assaigs: Sackey 5' c Wigglesworth 79' m Con: Wilkinson (1/2) Pen: Wilkinson (3/5) 14', 29', 68' Drop: Wilkinson (1/2) 64' | 23 febrer 2008 20:00 GMT - Stade de France, Saint-Denis (Sena Saint-Denis) Assistència: 79,593 espectadors Àrbitre: Steve Walsh (Nova Zelanda) |

- Jonny Wilkinson iguala al gal·lés Neil Jenkins com a màxim anotador de tots els temps del Rugbi internacional, incloent els punts que tots dos jugadors van aconseguir amb els British and Irish Lions. La marca era de 1.090 punts.

### Jornada 4
| Irlanda                             | 12 – 16    | Gal·les                                                                                   | 8 març 2008 13:15 GMT - Croke Park, Dublín Assistència: 75,000 espectadors Àrbitre: Wayne Barnes (Anglaterra) |
| Pen: O'Gara (4/4) 5', 19', 62', 68' | [(Report)] | Assaig: S. Williams 51' c Con: S. Jones (1/1) Pen: S. Jones (2/4) 26', 46' Hook (1/1) 76' | 8 març 2008 13:15 GMT - Croke Park, Dublín Assistència: 75,000 espectadors Àrbitre: Wayne Barnes (Anglaterra) |

- Shane Williams iguala els 40 assaigs de Gareth Thomas en la llista de jugadors gal·lesos amb més assaigs.
- Gal·les s'adjudica la Triple Corona.

| Escòcia                                                 | 15 – 9     | Anglaterra                         | 8 març 2008 15:15 GMT - Murrayfield, Edimburg Assistència: 67,987 espectadors Àrbitre: Jonathan Kaplan (Sud-àfrica) |
| Pen: Paterson (4/4) 9', 31', 40+2', 41' Parks (1/1) 48' | [(Report)] | Pen: Wilkinson (3/5) 27', 50', 53' | 8 març 2008 15:15 GMT - Murrayfield, Edimburg Assistència: 67,987 espectadors Àrbitre: Jonathan Kaplan (Sud-àfrica) |

- Jonny Wilkinson supera al gal·lés Neil Jenkins com a màxim anotador de tots els temps del Rugbi internacional, incloent els punts que tots dos jugadors van aconseguir amb els British and Irish Lions. La marca assolida fou de 1.099 points. Aquesta marca s'assoleix però, per la IRB va declarar el partit dels Lions contra Argentina de 2005 com a test Match.[7]
- Escòcia guanya la Calcutta Cup.

| França                                                                                             | 25 – 13    | Itàlia                                                                      | 9 març 2008 15:00 GMT - Stade de France, Saint-Denis (Sena Saint-Denis) Assistència: 79,000 espectadors Àrbitre: Alan Lewis (Irlanda) |
| Assaigs: Floch 13' c Jauzion 53' m Rougerie 66' c Con: Yachvili (2/3) Pen: Yachvili (2/2) 27', 37' | [(Report)] | Assaig: Castrogiovanni 58' c Con: Marcato (1/1) Pen: Marcato (2/2) 18', 31' | 9 març 2008 15:00 GMT - Stade de France, Saint-Denis (Sena Saint-Denis) Assistència: 79,000 espectadors Àrbitre: Alan Lewis (Irlanda) |

- França guanya el Trofeu Giuseppe Garibaldi consecutiu.

### Jornada 5
| Itàlia | 23 – 20    | Escòcia                                                                                     | 15 març 2008 13:00 GMT - Stadio Flaminio, Roma Assistència: 40,000 espectadors Àrbitre: Nigel Owens (Gal·les) |
| Assaigs: Assaig de càstig 13' c Canale 59' c Con: Marcato (2/2) Drop: Marcato (1/1) 79' Pen: Marcato (2/4) 36', 68' | [(Report)] | Assaigs: Hogg 21' c Blair 40' c Con: Paterson (2/2) Pen: Parks (1/1) 25' Paterson (1/1) 72' | 15 març 2008 13:00 GMT - Stadio Flaminio, Roma Assistència: 40,000 espectadors Àrbitre: Nigel Owens (Gal·les) |

- Tot i la victòria sobre els escocesos, Itàlia s'enduu la "cullera de fusta",al no poder guanyar per més de 5 punts.

| Anglaterra                                                                                             | 33 – 10    | Irlanda                                                     | 15 març 2008 15:00 GMT - Twickenham, Londres Assistència: 82,000 espectadors Àrbitre: Stuart Dickinson (Austràlia) |
| Assaigs: Sackey 19' c Tait 57' c Noon 69' c Con: Cipriani (3/3) Pen: Cipriani (4/4) 12', 30', 44', 73' | [(Report)] | Assaig: Kearney 4' c Con: O'Gara (1/1) Pen: O'Gara (1/2) 7' | 15 març 2008 15:00 GMT - Twickenham, Londres Assistència: 82,000 espectadors Àrbitre: Stuart Dickinson (Austràlia) |

- Anglaterra s'adjudica el Millennium Trophy per primera vegada en 5 anys.

| Gal·les | 29 – 12    | França                                                | 15 març 2008 17:00 GMT - Millennium Stadium, Cardiff Assistència: 74,609 espectadors Àrbitre: Marius Jonker (Sud-àfrica) |
| Assaigs: S. Williams 60' c M. Williams 77' c Con: S. Jones (2/2) Pen: Hook (3/5) 5', 18', 21' S. Jones (2/2) 63', 74' | [(Report)] | Pen: Élissalde (3/3) 19', 39', 46' Yachvili (1/1) 69' | 15 març 2008 17:00 GMT - Millennium Stadium, Cardiff Assistència: 74,609 espectadors Àrbitre: Marius Jonker (Sud-àfrica) |

- Shane Williams es converteix en el jugador amb més assaigs de Gal·les.
- Gal·les guanya el torneig i el Gran Slam

## Anotadors
| Assaigs | Nom                   | nº partits jugats | Nació      |
| ------- | --------------------- | ----------------- | ---------- |
| 6       | Shane Williams        | 5                 | Gal·les    |
| 5       | Vincent Clerc         | 5                 | França     |
| 3       | Lee Byrne             | 5                 | Gal·les    |
| 3       | Martin Castrogiovanni | 5                 | Itàlia     |
| 3       | Paul Sackey           | 5                 | Anglaterra |
| 2       | Tommy Bowe            | 3                 | Irlanda    |
| 2       | Toby Flood            | 5                 | Anglaterra |
| 2       | Rob Kearney           | 5                 | Irlanda    |
| 2       | David Wallace         | 5                 | Irlanda    |
| 1       | Girvan Dempsey        | 2                 | Irlanda    |
| 1       | Julien Malzieu        | 3                 | França     |
| 1       | Mike Blair            | 4                 | Escòcia    |
| 1       | Cédric Heymans        | 4                 | França     |
| 1       | Allister Hogg         | 4                 | Escòcia    |
| 1       | Simon Picone          | 4                 | Itàlia     |
| 1       | Simon Webster         | 4                 | Escòcia    |
| 1       | Richard Wigglesworth  | 4                 | Anglaterra |
| 1       | Gonzalo Canale        | 5                 | Itàlia     |
| 1       | James Hook            | 5                 | Gal·les    |
| 1       | Mike Phillips         | 5                 | Gal·les    |
| 1       | Tom Shanklin          | 5                 | Gal·les    |
| 1       | Martyn Williams       | 5                 | Gal·les    |

| Punts | Nom             | núm. partits jugats | Nació      |
| ----- | --------------- | ------------------- | ---------- |
| 50    | Jonny Wilkinson | 5                   | Anglaterra |
| 48    | Ronan O'Gara    | 5                   | Irlanda    |
| 44    | Stephen Jones   | 4                   | Gal·les    |
| 44    | James Hook      | 5                   | Gal·les    |